# Tayberry
El Tayberry és una planta cultivada de fruits comestibles del gènere Rubus dins la família Rosaceae patentada el 1979 per creuament entre loganberry i el raspberry negre. Va ser desenvolupada a Escòcia per Derek Jennings i David Mason. El fruit és més dolç i més aromàtic que el loganberry. Rep el nom del riu Tay d'Escòcia.